# Howard Zieff
Howard Burton Zieff (Chicago, 21 de octubre de 1927 – Los Ángeles, 22 de febrero de 2009)) fue un director de cine y de anuncios estadounidense.

## Biografía
Zieff nació en el seno de una familia judía y se trasladaron de Chicago a Los Ángeles.
Estudió un año en Los Angeles City College pero tuvo que para alistarse en la Armada. Aprendió fotografía en el Naval Photography School de Pensacola y posteriormente en la Art Center College of Design de Pasadena. Fue fotógrafo comercial en Nueva York en la década de los 50, donde consiguió una enorme reputación en la ciudad. Entre sus campañas se incluyen "You Don't Have To Be Jewish" para Levy's "Mamma Mia, that's a spicy meatball" para Alka-Seltzer, y anuncios para la New York Daily News, Polaroid y Volkswagen. Su publicidad era conocida por su humor, así como por sus altos valores de producción; para un anuncio de alquiler de coches de Hertz, encargó la construcción de un facsímil de Sunset Strip de West Hollywood, mientras que un anuncio de té Tetley incluía la localización de viejos aviones Spitfire.
En 1969, Zieff vendió su compañía a Columbia Pictures para centrarse en el mundo de la dirección cinematográfica. Después del estreno de Mi chica 2 en 1994, Zieff se retiró por sus problemas con el Parkinson.
Zieff murió a los 81 años en el Cedars-Sinai Medical Center de Los Angeles a las ocho de la mañana del 22 de febrero de 2009, con su mujer Ronda Gomez-Quinones a su lado. La actriz Goldie Hawn fue uno de los que le rindió homenaje, diciendo que tenía un "talento especial para dirigir comedias, siempre un don raro. Lo que más recuerdo y aprecio es su humor y su amor por la risa."

## Filmografía
| Año  | Título en español         | Título original    | Director | Executive producer |
| ---- | ------------------------- | ------------------ | -------- | ------------------ |
| 1973 | Slither                   | Slither            | Sí       | No                 |
| 1975 | Aquel loco loco oeste     | Hearts of the West | Sí       | No                 |
| 1978 | Alegrías de un viudo      | House Calls        | Sí       | No                 |
| 1979 | Combate de fondo          | The Main Event     | Sí       | No                 |
| 1980 | La recluta Benjamín       | Private Benjamin   | Sí       | No                 |
| 1984 | Infielmente tuya          | Unfaithfully Yours | Sí       | No                 |
| 1989 | Una pandilla de lunáticos | The Dream Team     | Sí       | No                 |
| 1991 | Mi chica                  | My Girl            | Sí       | No                 |
| 1994 | Mi chica 2                | My Girl 2          | Sí       | Sí                 |